# Caroline Herr
Caroline Herr (geb. 1965) ist eine deutsche Ärztin und Wissenschaftlerin. Sie hat als Mitarbeiterin des Bayerischen Landesamts für Gesundheit und Lebensmittelsicherheit eine Brückenprofessur an der Ludwig-Maximilians-Universität in München inne und ist Präsidentin der Gesellschaft für Hygiene, Umweltmedizin und Präventivmedizin (GHUP).
Herr ist Fachärztin für Hygiene und Umweltmedizin. Sie promovierte im Jahr 1991 an der Universität Bonn. Herr wurde im Frühling 2012 zur Präsidentin der Gesellschaft für Hygiene, Umweltmedizin und Präventivmedizin gewählt. Von 1997 bis 2011 war sie zuvor Schatzmeisterin der GHUP. Herr ist Mitherausgeberin von Umweltmedizin – Hygiene – Arbeitsmedizin, einer interdisziplinär ausgerichteten unabhängigen Fachzeitschrift, die sechsmal im Jahr erscheint.
Caroline Herr, geborene Aletsee, ist mit dem promovierten Juristen, Ingenieur und Patentanwalt Jochen Herr verheiratet. Das Ehepaar hat vier Kinder.
Als Leiterin des Sachgebietes für Arbeits- und Umweltmedizin und -epidemiologie am Bayerischen Landesamt für Gesundheit und Lebensmittelsicherheit lenkte Herr während der COVID-19-Pandemie in Deutschland schon früh den Fokus auf die Bedeutung der arbeitsplatznahen medizinischen Versorgung durch Betriebsärzte, die ihrer Ansicht nach einen unvergleichlich guten Zugang zu einem Großteil der erwachsenen Bevölkerung haben. Angesichts zunehmender Impfmüdigkeit und /-kritik sah Herr hierbei Chancen, die Durchimpfungsraten in der Bevölkerung zu gewährleisten und zu erhöhen. Als Ansatz hierfür schlug sie im Jahr 2014 die Beauftragung der Betriebsärzte mit den von der Ständigen Impfkommission (STIKO) empfohlenen Impfungen vor, um diese den Beschäftigten direkt an ihrem Arbeitsplatz anzubieten.
Seit 2022 ist Caroline Herr Mitglied der Amtsleitung des Bayerischen Landesamtes für Gesundheit und Lebensmittelsicherheit. Sie ist ehrenamtlich für die VDI/DIN-Kommission Reinhaltung der Luft (KRdL) tätig und Mitglied des Fachbeirats „Umweltqualität“ der KRdL.

## Publikationen
- mit Martin Exner, Thomas Eikmann, Robin Köck und Axel Kramer: Hygiene in Krankenhaus und Praxis, ecomed Medizin Verlag, ISBN 978-3-609-76572-3
- mit Gerhard Wiesmüller, Birger Heinzow, Thomas Eikmann, Guido Fischer, Thomas Gabrio und Regine Szewzyk: Gesundheitsrisiko Schimmelpilze im Innenraum, ecomed Medizin Verlag, 2013, ISBN 978-3609164649